# Probles flavipes
Probles flavipes là một loài tò vò trong họ Ichneumonidae.